# Несторије
Несторије (или Нестор; око 381— око 451.) је био цариградски патријарх од 428. до 431. и зачетник несторијанства.
Несторије је рођен око 381. године у Германицији у Сирији (данас Марас у Туркој). Свештеничко образовање је стекао као ученик Теодора Мопсуестског у Антиохији а репутацију је стекао својим беседама, које су водиле његовом постављању за цариградског патријарха, након смрти Сисинија I 10. априла 428. године.
Несторије се сматра зачетником христолошког учења познатог као несторијанство. Оно је настало када се, као представник антиохијске школе, успротивио увођењу новог назива „Богородица“ (грч.  — Теотокос) за Марију, Исусову мајку. Несторије је уместо тога користио назив „Христородица“ (грч.  — Христотокос), сматрајући да он укључује и Христово човештво. Говорио је да Марију треба називати Христородицом, јер је родила Христа (Месију, помазаника). Црквени историчар Сократ Схоластик то овако описује: „Код Несторија је живео свештеник Анастасије, који је заједно са њиме дошао из Антиохије. Несторије га је веома ценио, често радећи онако како га је Анастасије саветовао. Једном, када је Анастасије говорио беседу у цркви, рекао је између осталог: „Драго ми је да нико за Марију не може да каже да је Богородица, јер Марија је човек, а човек не може родити Бога…“ Од ових речи се многи тргоше, и када наступи жамор у цркви, иступи Несторије у одбрану Анастасијевих речи јер му не беше по вољи да се ухвати у нечасној науци онај кога је ценио“. Несторијев главни противник је био Кирил Александријски, представник александријске школе, који је сматрао да Несторије тиме пориче реалност отеловљења (Incarnation), правећи од Христа две одвојене личности, једну људску и једну божанску, у истом телу (види несторијанство).
Поред христолошке дебате, остали фактори од утицаја на сукоб су били: ривалство између седишта у Александрији и Антиохији, царев утицај на седиште у Цариграду и патријаршијско првенство Папе. Борба између Несторија, којег је подржавао цар Теодосије II и Кирила, којег је подржавао папа Целестин I, била је истовремено и борба за престиж између епископских седишта у Антиохији и Александрији. У писму Несторију, Кирил доказује да Логос и тело у Христу нису здружени (сливени), него су сједињени уједну ипостас. Његова формулација: „Јединствена природа оваплоћеног Логоса“, којом објашњава природу Христа, је прихваћена од монофизита, и касније (на Халкидонском Сабору 451.) одбачена као неправоверна. Кирил 430. године шаље Несторију Дванаест анатематизама, несторијевих теолошких мишљења која побија, сматрајући изопштеним од Цркве сваког ко би одбацио било коју од тачака. Несторије одбацује Кирилове Анатемизме, и пише својих дванаест тачака, предајући анатеми, тј. искључењу од Цркве, свакога ко их не би признао.
Кирил се обратио цару Теодосију, и његовој побожној сестри Пулхерији, тражећи да се укључе у решавање црквених проблема. Цар Теодосије II је био приморан да ради решавања спорног питања 431. сазове општи црквени сабор. За место одржавања Трећег Васељенског Сабора, изабран је град Ефес, у коме је Марија некада боравила, и била посебно поштована, а назив „Теотокос“ јако популаран. Кирил је окупио египатске епископе и са њима на лађама кренуо пут Ефеса. Копном су се из Антиохије запутили источни епископи на челу са антиохијским архиепископом Јованом. Дана 22. јуна 431. године у цркви Дјеве Марије, испред које бејаху окупљени они који поштоваше Марију као Богородицу, сабрали су се епископи, предвођени александријским епископом Кирилом и ефеским епископом Мемноном. Кирил је одмах преузео сабор, отварајући дебату пре но што су стигли представници Антиохије, који су каснили. Истог дана, сабор је осудио Несторијево учење и озваничио израз Богородица, а Несторије је лишен свештеничког чина и проглашен јеретиком. Према његовим сопственим речима:
"Када Кирилове присталице видеше цареву силу ... они подигоше немир и неслогу међу људима викањем да је цар против Бога ... Они собом поведоше и оне што бејаху изопштени и уклоњени из манастира, због њихових живота и њихових туђих обичаја, и све који бејаху из јеретичких секти и обузети задртошћу и мржњом противу мене. И једна страст беше у свима њима, Јеврејима и паганима и свим тим сектама, и они се заузеше да треба прихватити без пропитивања, ствари које су без пропитивања мени учињене; и у исто време сви они, чак и они са којима делих трпезу и молитву и мисао, се сложише... против мене и заветоваше се један другом против мене... Ни у чему не беху подељени."
У наредним месецима, смењено је 17 епископа који су подржавали Несторија. Убрзо и његов принципијални подржавалац, Јован I Антиохијски, подлеже царском притиску и марта 433. напушта Несторија. 3. августа 435. Теодосије II, који је подржао Несторијево постављење, под утицајем сестре Пулхерије издаје царски едикт којим протерује Несторија у манастир у Великој Оази Хибиса у горњем Египту, под Кириловим надлештвом. Несторије у том манастиру остаје да живи наредних 16 година, све до своје смрти, 451. године.
На истоку и западу, Несторијеви списи су паљени, где год су пронађени, а оно мало преживелих је углавном сачувано у Сирији. После петнаест векова жигосања Несторија као јеретика, 1895. су ископане књиге које је написао пред крај живота, познате као Bazaar of Heracleides, у којима он експлицитно пориче јерес за коју је оптужен. Неки ипак тврде, да у сачуваним писмима, одговарајући на Кирилове оптужбе, заступа становиште да Христ има две особе. Стога, питање да ли је Несторије стварно био Несторијанац, и дан данас остаје предмет спорења.
Несторије је високо поштован у Асирској цркви истока, где се слави као Свети Несторије (Mar Nestorios).